# Setúbal
Setúbal est une ville portuaire du Portugal, située dans le district de Setúbal et la péninsule de Setúbal, à moins de 40 km du sud de Lisbonne.

## Présentation
Setúbal, située au nord de l'estuaire du Sado, s'étend sur 172 km2 et est composée de cinq freguesias (paroisses).
La ville abrite une église gothique et manuéline de la fin du XVe siècle.

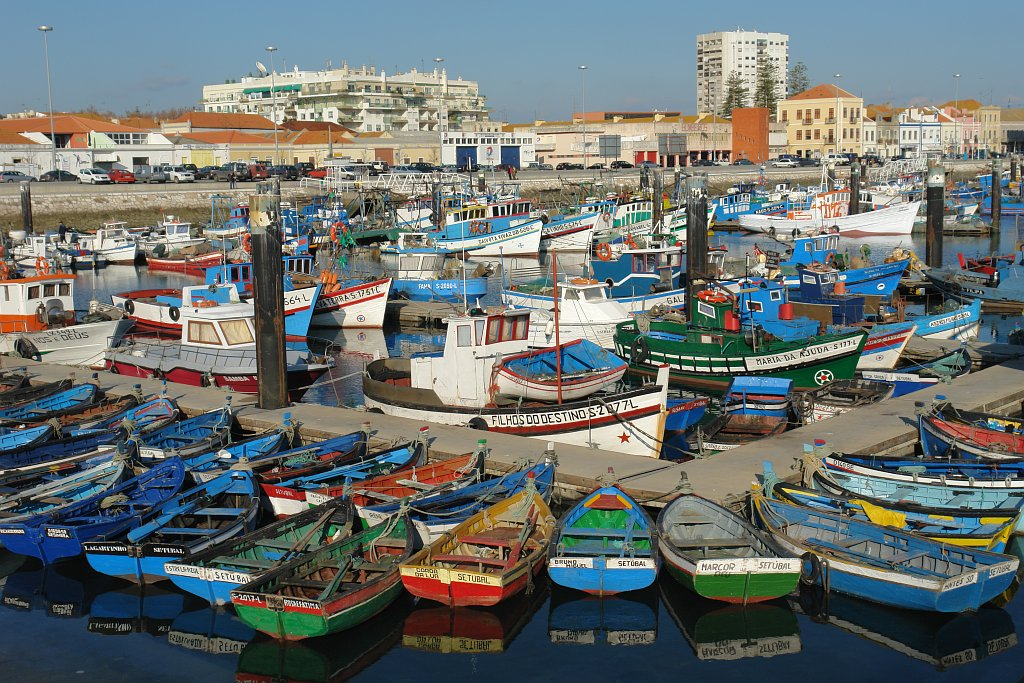
Le port de pêche.

Au début du XXe siècle, Setúbal était un important centre de pêche au Portugal, en particulier pour les sardines. Aucune des nombreuses entreprises d'alors n'est encore en activité aujourd'hui. Toutefois le tourisme pourrait bientôt redynamiser l'économie locale car la côte du parc naturel de Arrábida offre de magnifiques plages. Une importante colonie de grands dauphins vit dans la baie du fleuve Sado, autour de ceux-ci s'est développé un tourisme d'observation en mer. Sur la rive opposée à Setúbal se trouve la péninsule de Tróia.
La ville abrite aussi une usine automobile, qui est le premier employeur local, Autoeuropa. Dans un premier temps coentreprise entre Volkswagen et Ford destinée à produire trois modèles, le site devient, à partir du 1er janvier 1999, propriété à 100 % de Volkswagen et est renommé Volkswagen Autoeuropa. Néanmoins, des modèles de Ford et Seat ont continué à y être produits.
La ville accueille chaque année le festival international du film de Festroia. La fête municipale a lieu le 15 septembre.

La ville est évoquée dans la chanson Les Lavandières du Portugal, à propos des lavandières censées exercer leur activité au bord du cours d'eau arrosant la localité.

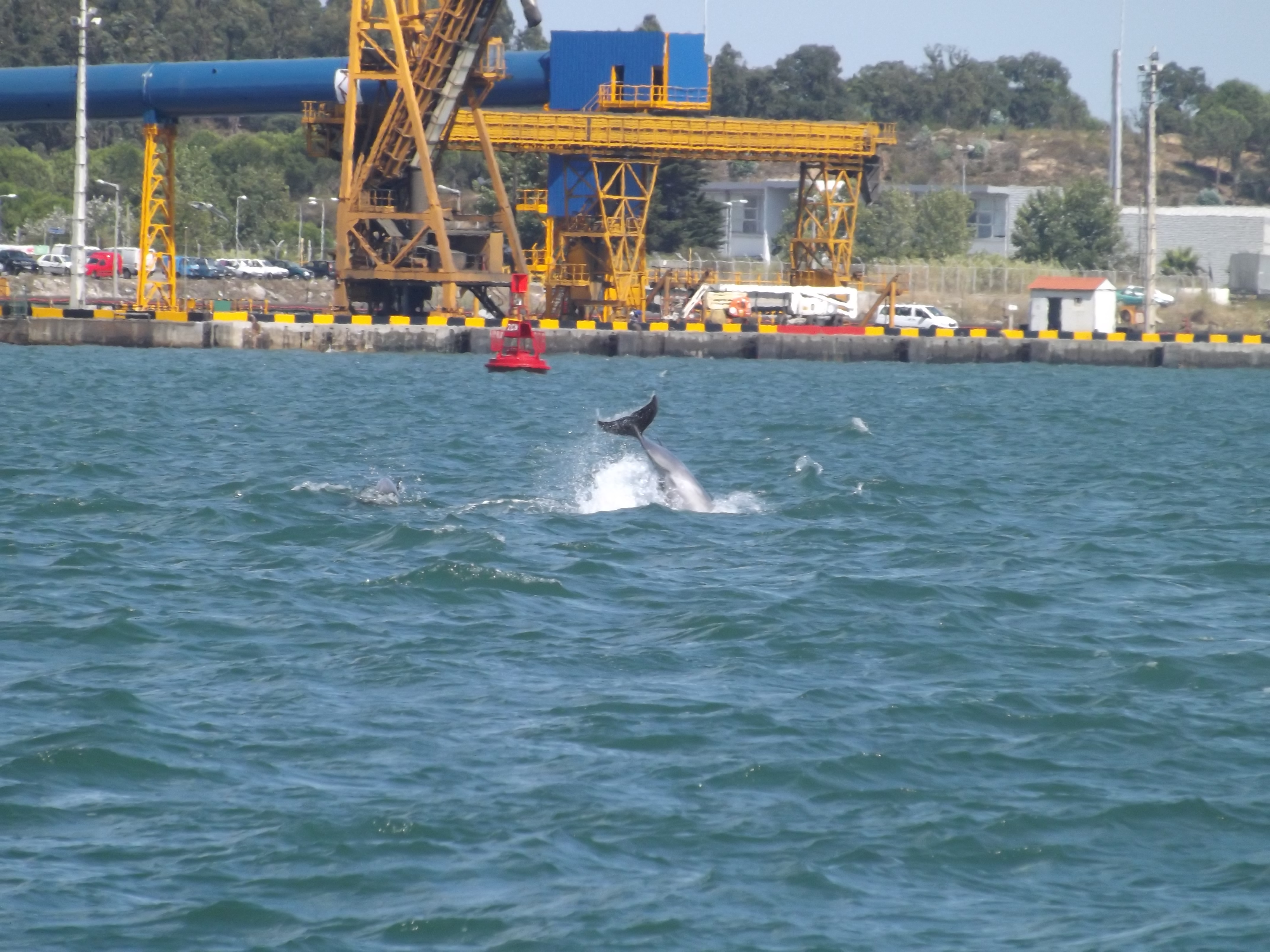
Un grand dauphin dans le port.
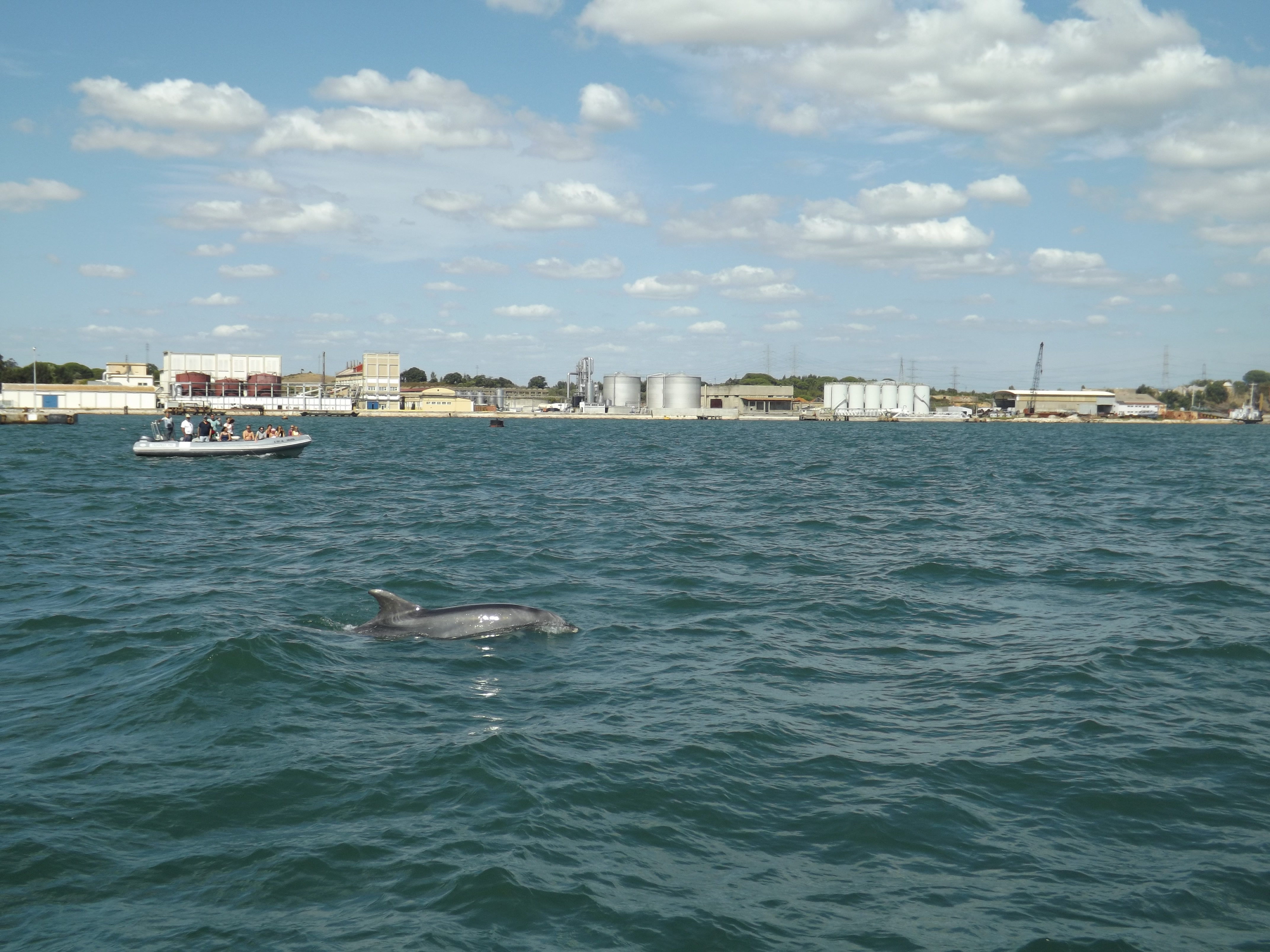
Observation d'un grand dauphin dans la baie.
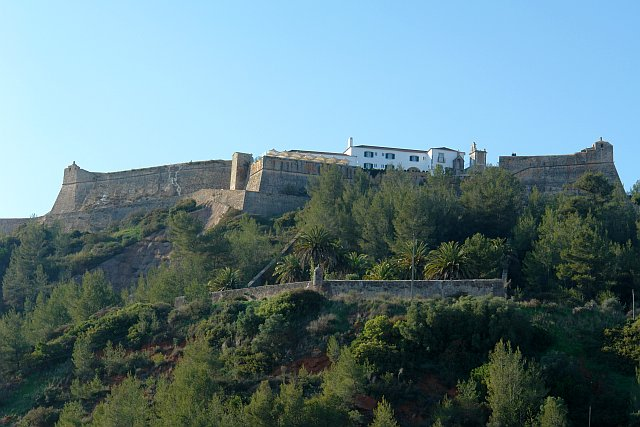
Le fort S. Filipe sur les hauteurs.

## Démographie
En 2021, Setúbal comptait 123 496 habitants.
| 1801   | 1849   | 1900   | 1930   | 1960   | 1981   | 1991    | 2001    | 2011    |
| ------ | ------ | ------ | ------ | ------ | ------ | ------- | ------- | ------- |
| 15 442 | 15 060 | 35 990 | 50 456 | 56 344 | 98 366 | 103 634 | 113 934 | 121 185 |

## Religion

Église paroissiale de Saint-Sébastien
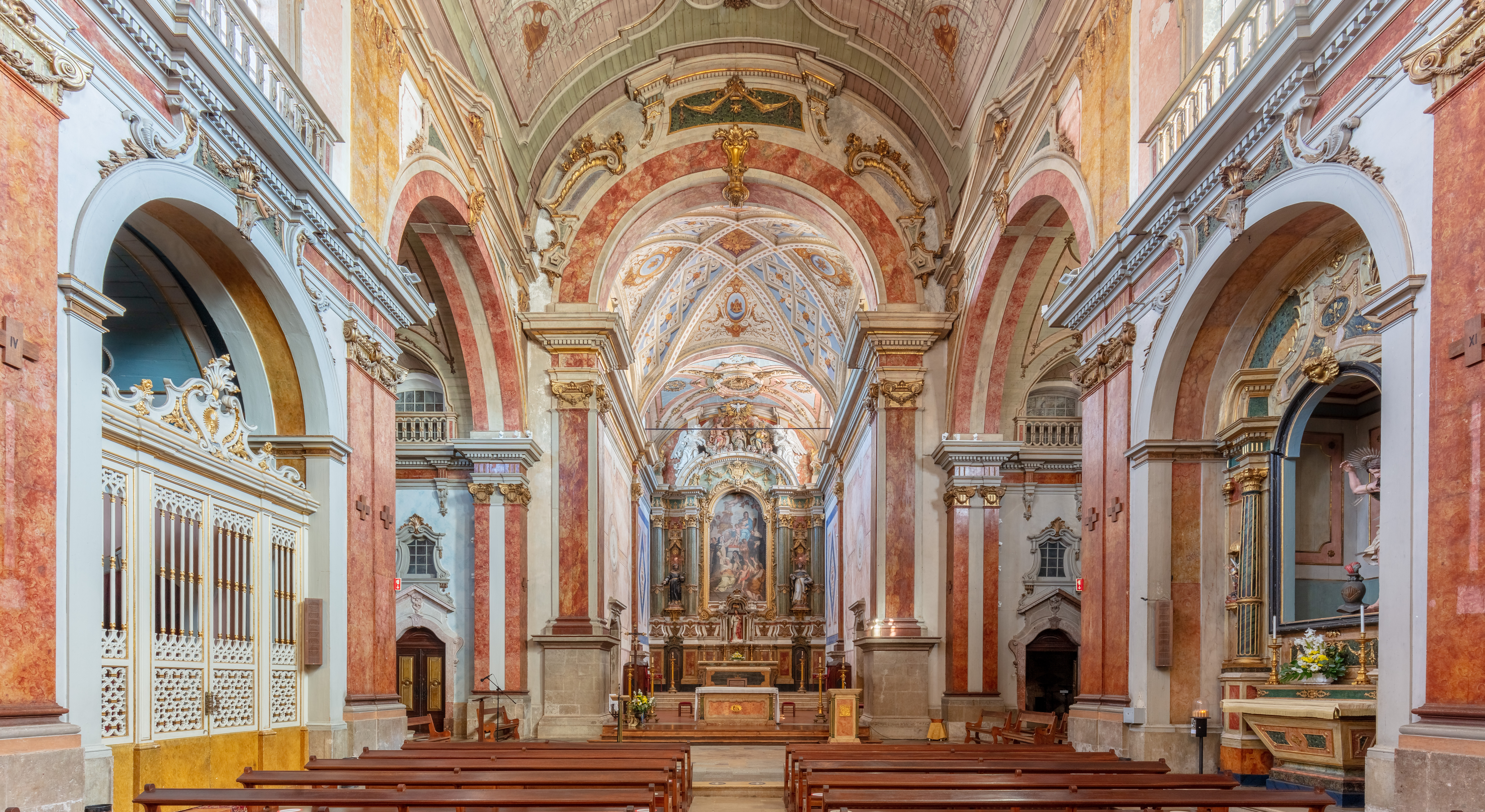
Vue générale de l’intérieur de l’église paroissiale de Saint-Sébastien (en portugais « Igreja Paroquial de São Sebastião ») à Setúbal. Bien qu’il ne s’agisse pas d’un temple jésuite, sa conception s’inscrit dans leurs conceptions architecturales.
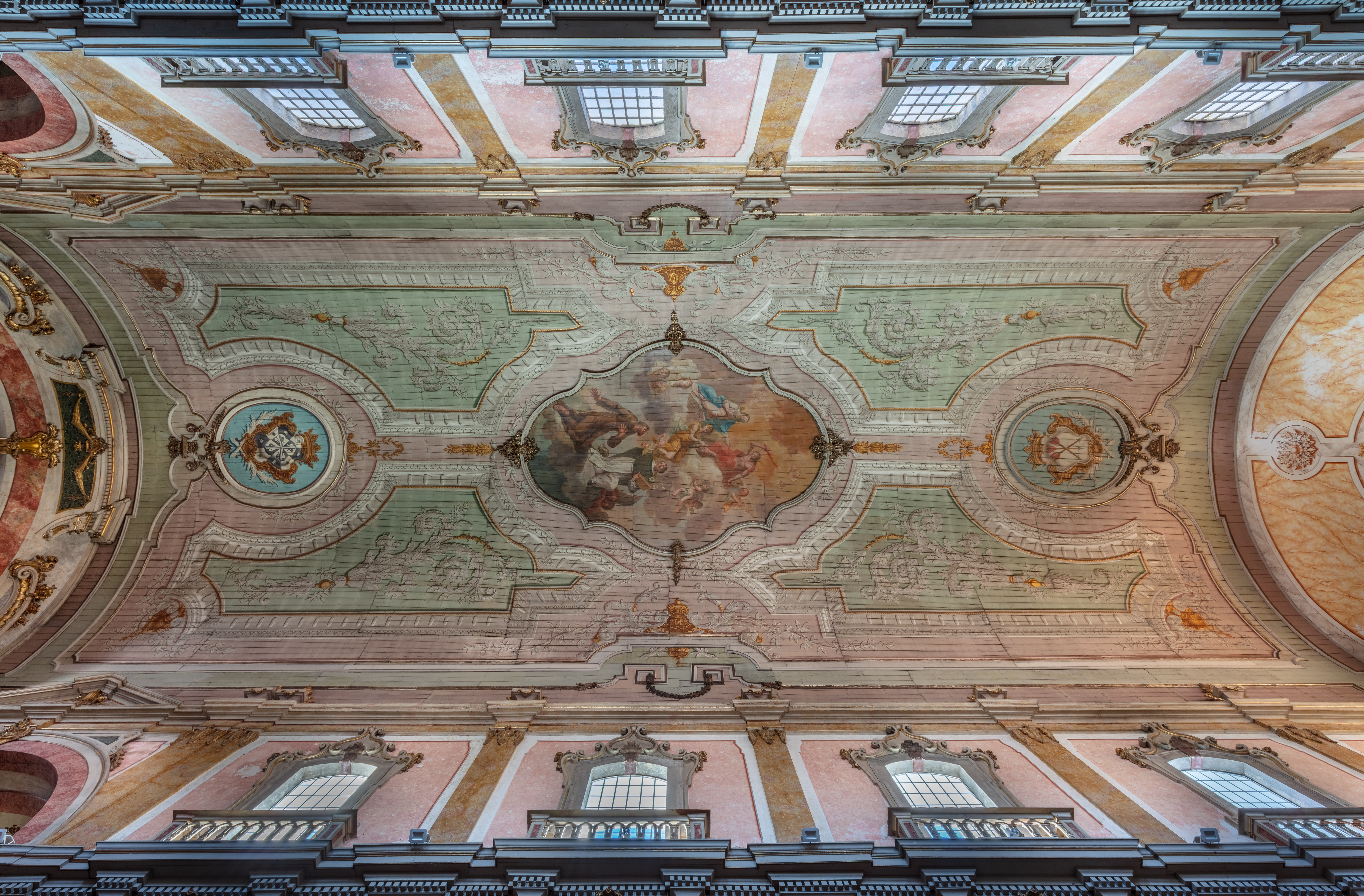
Plafond de l'église de Saint-Sébastien.
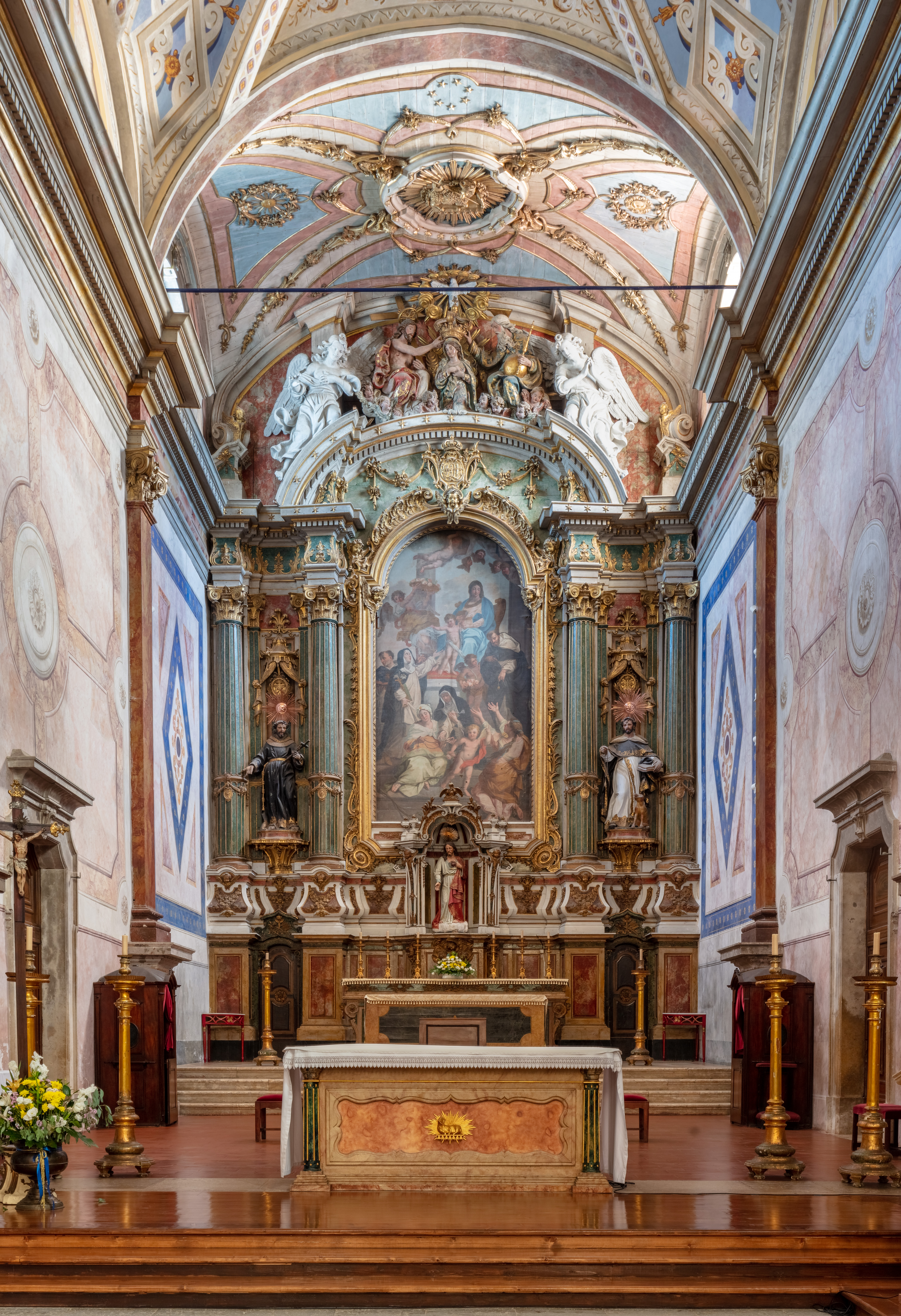
Intérieur de l'Iglesia de San Sebastián (Setúbal) (pt).

Église Saint-Julien
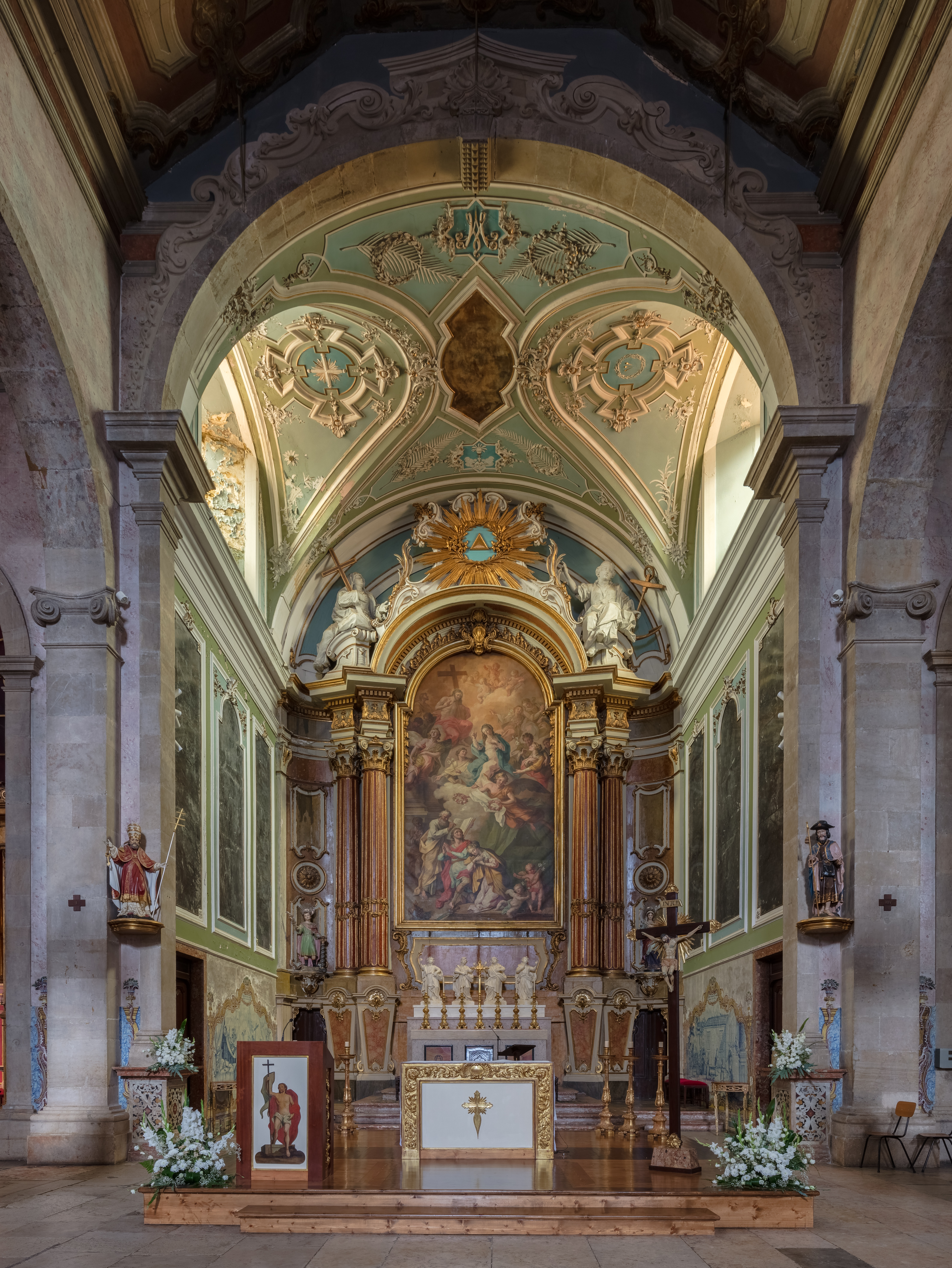
L'intérieur de l'Igreja de São Julião de Setúbal (pt).
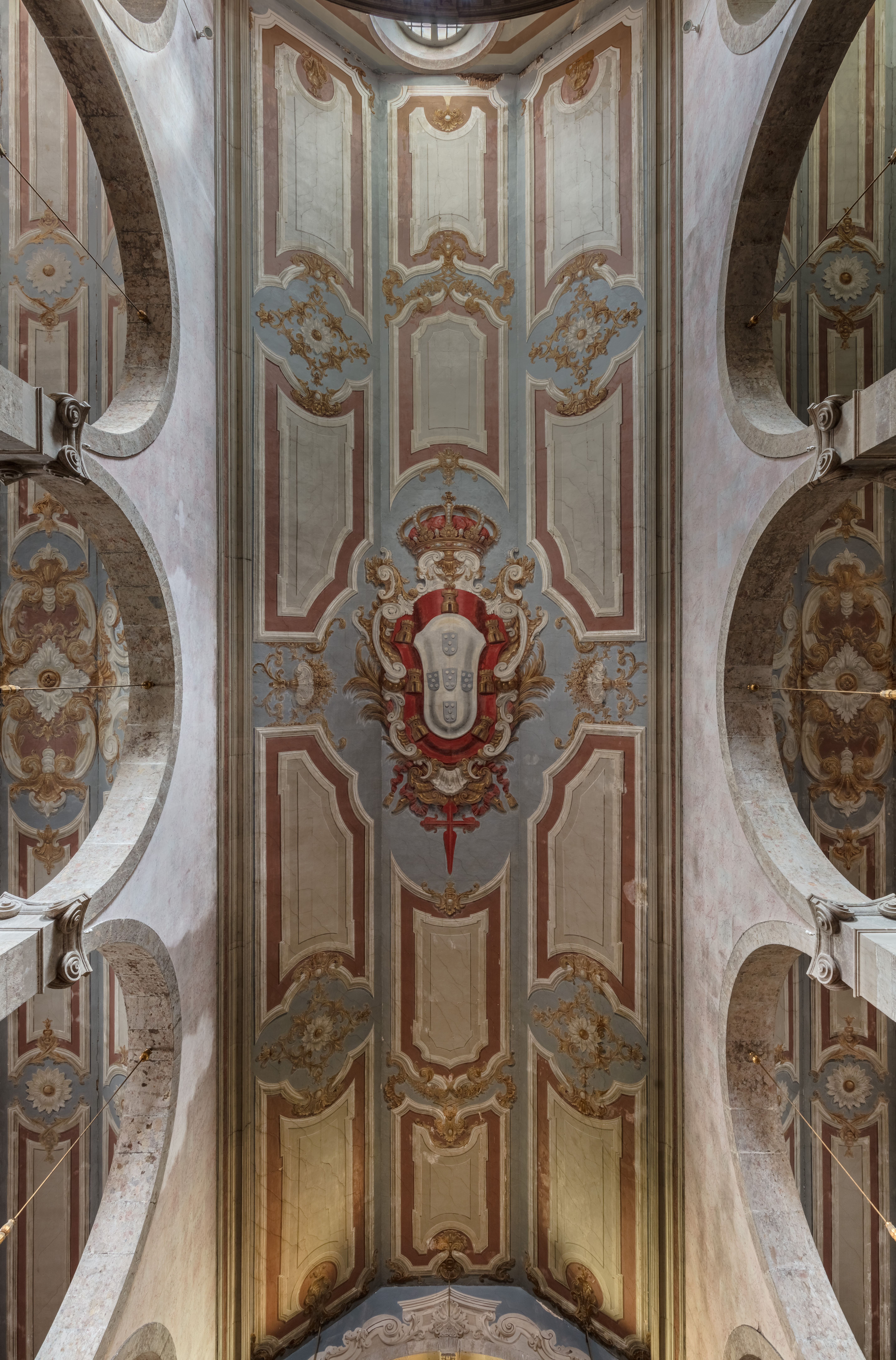
Plafond de l'église São Julião de Setúbal.
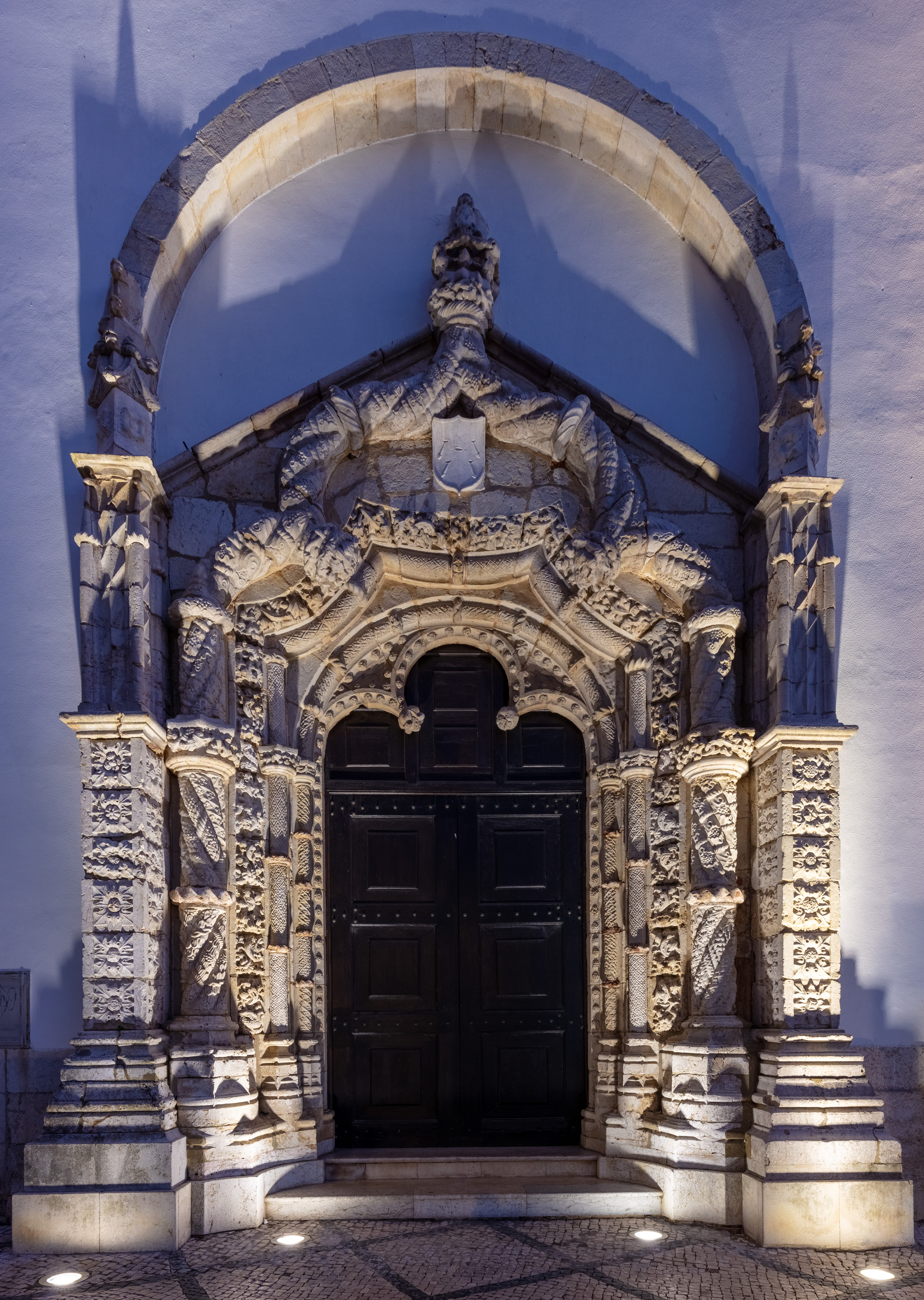
Une entrée.

## Personnalités de la ville

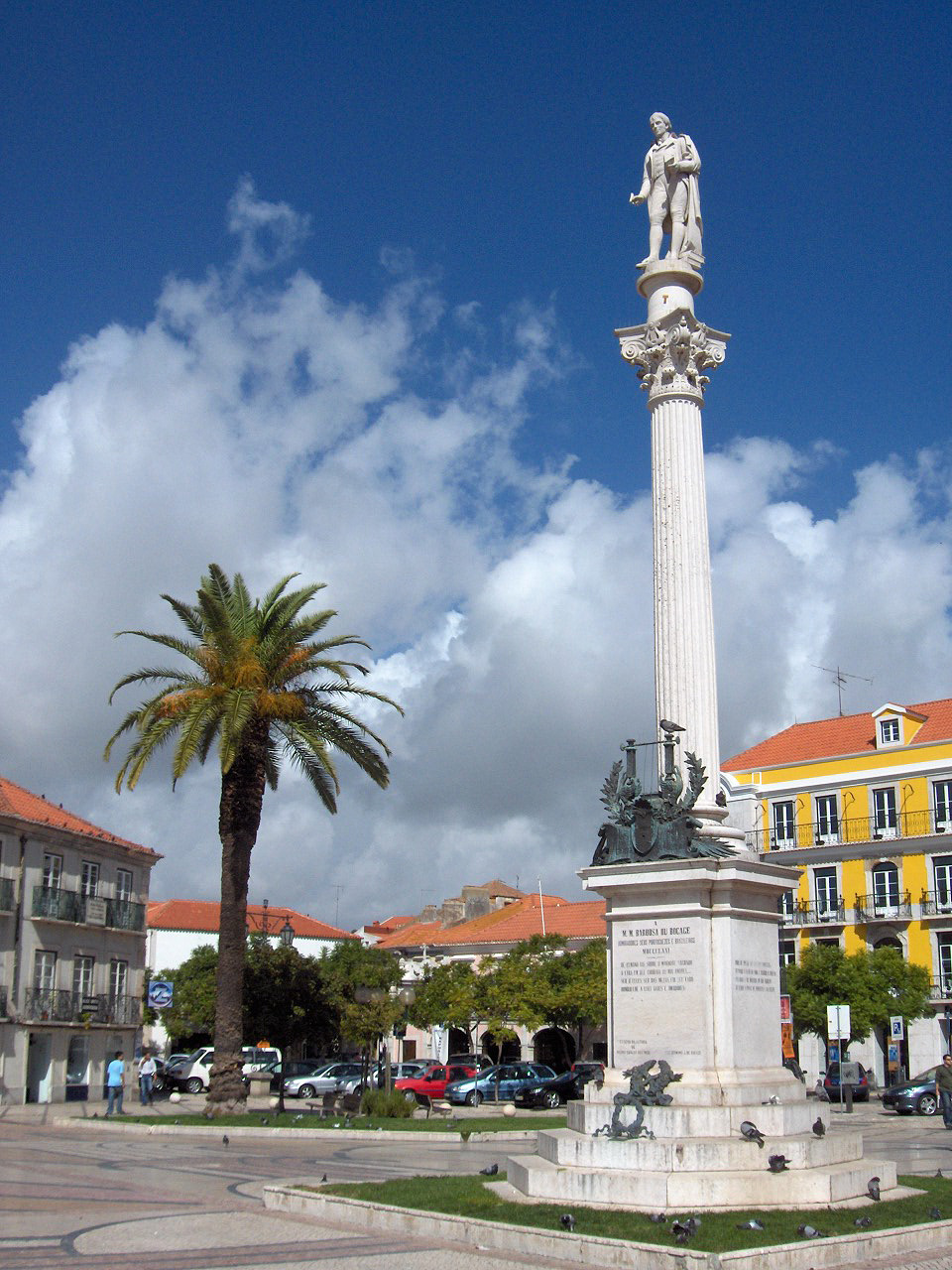
Statue du poète Bocage à Setúbal.

- Américo Ribeiro (1906 - 1992), photographe, né à Setubal.
- Luisa Todi, cantatrice, née à Setubal.
- Manuel Maria Barbosa du Bocage (1765-1805), poète, né à Setubal.
- José Mourinho, entraîneur de football.
- Easyway groupe de rock.
- Ramp groupe de heavy metal.
- Roman Konoplev publiciste et écrivain.
- Twenty Inch Burial groupe de rock hardcore.
- Sabrina, chanteuse de Pop latino.
- José Manuel Cerqueira Afonso dos Santos, plus connu sous le nom de Zeca Afonso y est mort le 23 février 1987 (compositeur de la chanson de la révolution des Œillets).
- Maria Olga de Moraes Sarmento da Silveira, femme de lettres et féministe portugaise.

## Jumelage
- Beauvais (France), depuis 1982.
- Pau (France) depuis 1993[3]
- Leiria (Portugal)
- Safi (Maroc) (Maroc)
- Debrecen (Hongrie)
- Quelimane (Mozambique)
- Porto Seguro (Brésil)
- Tordesillas (Espagne)

### Protocole de Coopération
- Bobigny (France)
- Tarrafal (Cap Vert)

## Liste des freguesias

Setúbal est composé de cinq freguesias :
- Azeitão ;
- Gâmbia - Pontes - Alto da Guerra ;
- Sado ;
- Setúbal (São Julião, Nossa Senhora da Anunciada e Santa Maria da Graça) ;
- Setúbal (São Sebastião).